# Anadara
Anadara es un género de moluscos bivalvos de la familia Arcidae. Algunas especies como A. tuberculosa y A. similis son explotadas activamente por pescadores artesanales en la costa pacífica de países neotropicales, desde México hasta Perú[1].
Conocida popularmente como almeja sanguínea, debido a la presencia de hemoglobina en su sangre. La hemoglobina como pigmento respiratorio, tiene una capacidad de retención de oxígeno comparativamente alta, lo que favorece que las almejas vivan en el barro con poco oxígeno[3].

## Especies
Especies del género Anadara incluyen:
- Anadara auriculata Lamarck
- Anadara baughmani Hertlein, 1951
- Anadara brasiliana (Lamarck, 1819) -
- Anadara broughtonii (Schrenck, 1867)
- Anadara chemnitzii (Philippi, 1851)
- Anadara concinna (Sowerby, 1833)
- † Anadara diluvii (Lamarck, 1805)
- Anadara floridana (Conrad, 1869)
- Anadara grandis (Broderip and Sowerby, 1829)
- Anadara granosa (Linnaeus, 1758)
- Anadara lienosa (Say, 1832)
- Anadara multicostata (G. B. Sowerby I, 1833)
- Anadara notabilis (Röding, 1798)
- Anadara nux (Sowerby, 1833)
- Anadara ovalis (Bruguiere, 1789)
- Anadara satowi (Dunker,1882)
- Anadara secticostata Reeve, 1844
- Anadara senilis (Linnaeus, 1758)
- Anadara similis[2]
- Anadara subcrenata Lischke, 1869
- Anadara transversa (Say, 1822)
- Anadara trapezia (Deshayes, 1839)
- Anadara tuberculosa (G. B. Sowerby I, 1833)

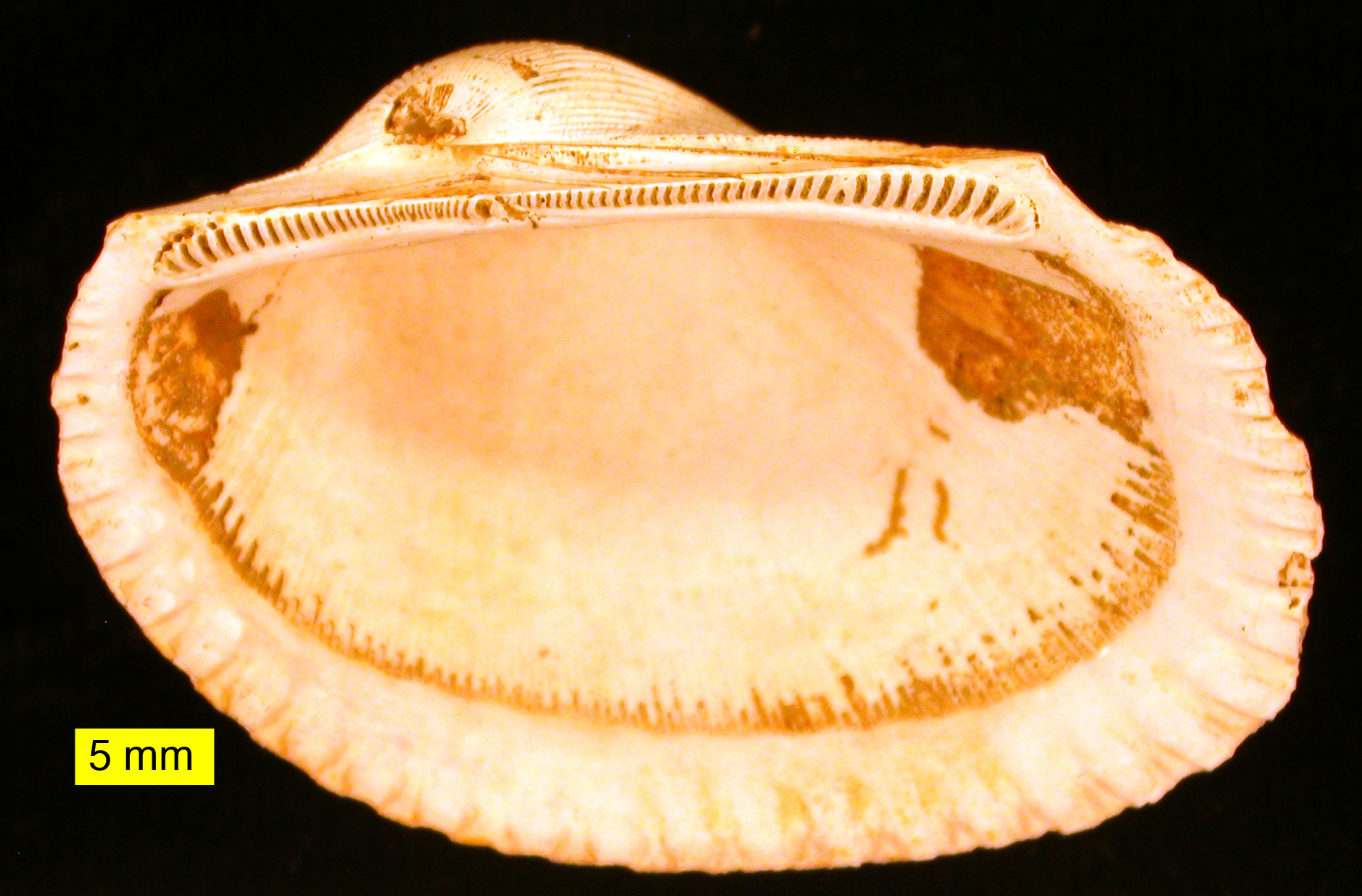
Anadara, valva interior, Plioceno de Chipre.

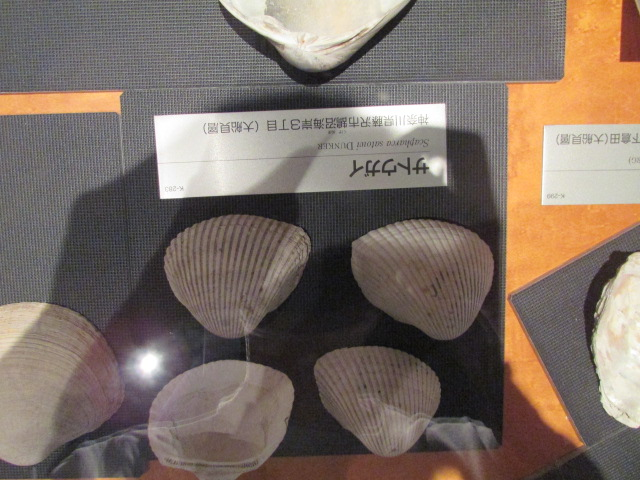
Fósil Anadara satowi en Prefectural Museum of Natural History